# Rhytiphora albolateraloides
Rhytiphora albolateraloides är en skalbaggsart som beskrevs av Stefan von Breuning 1970. Rhytiphora albolateraloides ingår i släktet Rhytiphora och familjen långhorningar. Inga underarter finns listade i Catalogue of Life.